# Karsten Bletzer
Karsten Bletzer (* 24. März 1970 in Bensheim) ist ein deutscher Politiker (Alternative für Deutschland). Seit 2024 ist er Abgeordneter im Hessischen Landtag.

## Leben
Bletzer legte 1986 den Realschulabschluss an der Dietrich-Bonhoeffer-Schule in Rimbach ab und arbeitete von 1986 bis 1990 als Feingeräteelektroniker. Ab 1990 arbeitete er in der Qualitätssicherung bei Dentsply in Bensheim.

## Politik
Zwischen 1988 und 1989 war er Mitglied der SPD. 2017 trat er der AfD bei. In der Partei war er Kreisvorsitzender und Mitglied des Landesvorstands. Seit 2021 gehört er dem Kreistag des Landkreises Bergstraße an. Bei der Landtagswahl in Hessen 2023 wurde er auf Platz 25 der AfD-Landesliste in den Landtag gewählt, dem er seit dem 18. Januar 2024 angehört. Im Landtag gehört er dem Ausschuss für Digitales, Innovation und Datenschutz und dem Unterausschuss für Heimatvertriebene, Aussiedler, Flüchtlinge und Wiedergutmachung an.